# Stockelsdorf
Stockelsdorf (baix alemany: Stockelsdörp) és un municipi alemany de Slesvig-Holstein. Limita directament amb la ciutat de Lübeck, ciutat amb la qual forma una conurbació continua. És principalment un poble residencial amb serveis de proximitat. S'hi van assentar diverses indústries i és un dels tres municipis on es pot fabricar el Massapà de Lübeck, una especialitat amb Indicació geogràfica protegida.